# London, Midland and Scottish Railway
Die London, Midland and Scottish Railway (LMS) war eine britische Eisenbahngesellschaft. Sie gehörte zu den sogenannten Big Four, die im Zuge einer Neuordnung des britischen Eisenbahnwesens, dem sogenannten Grouping, 1923 entstanden und bis 1947 existierten. Als Nachfolgegesellschaft der Big Four wurden 1948 die staatlichen British Railways (BR) gegründet.

## Geschichte

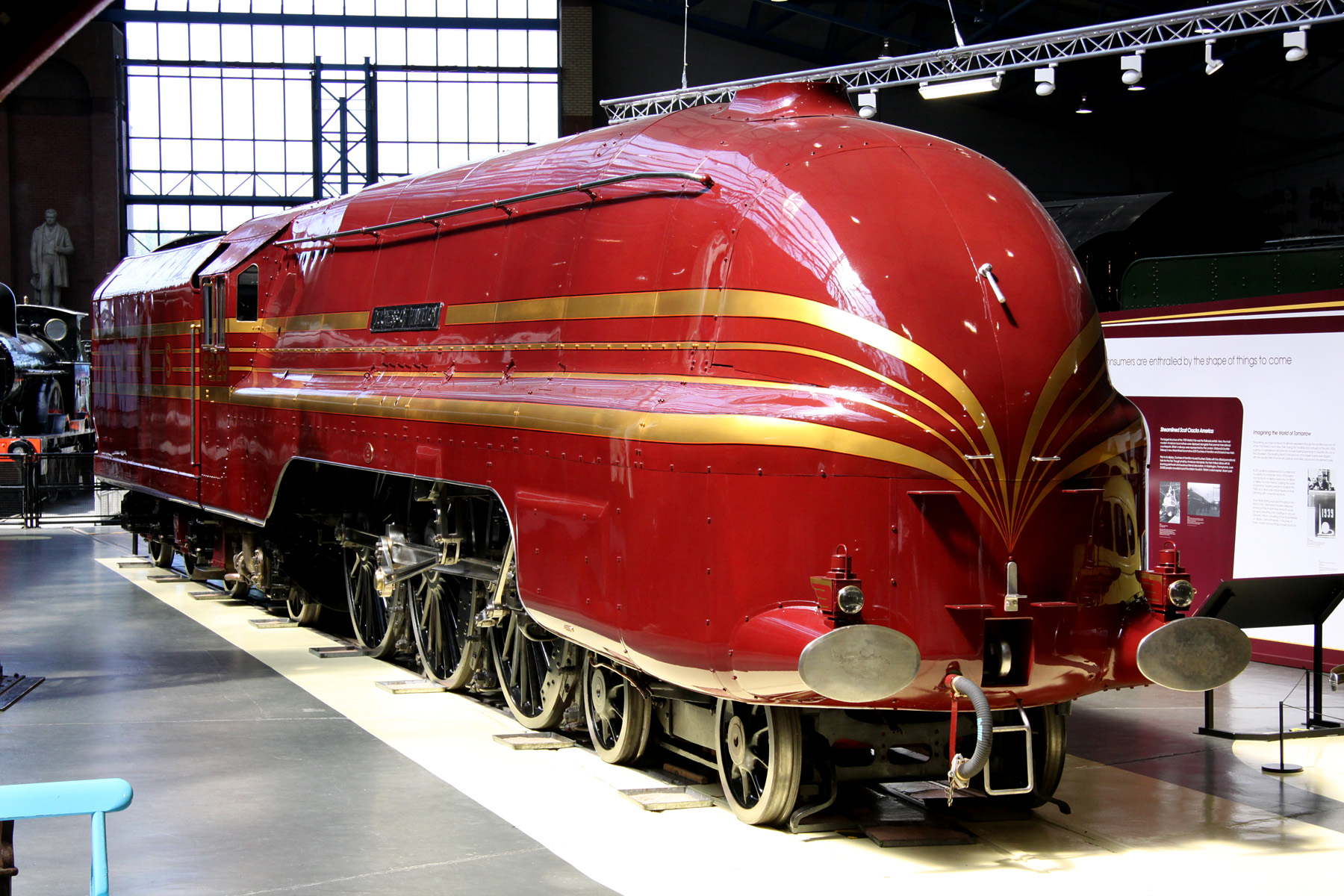
Dampflokomotive 6229 Duchess of Hamilton der Coronation Class im Eisenbahnmuseum York nach Wiederanbau der Stromlinienverkleidung

Die LMS entstand mit dem Inkrafttreten des Railways Act 1921 am 1. Januar 1923. Die ersten Jahre der neuen Gesellschaft waren geprägt von Auseinandersetzungen zwischen den zwei größten Ursprungsgesellschaften, der Midland Railway und der London and North Western Railway, die vor dem Zusammenschluss erbitterte Konkurrenten gewesen waren. Vertreter beider Lager waren überzeugt, ihre bisher angewandten Geschäftsmethoden seien besser für die LMS geeignet.
Mit der Zeit setzte sich die Unternehmenspolitik der ehemaligen Midland Railway durch. So wurde beispielsweise das Rollmaterial im traditionellen Midland-Karminrot gehalten. Auch setzte die LMS, wie früher die Midland Railway, auf den Einsatz kleinerer Dampflokomotiven mit geringerem Verbrauch, die bei Bedarf in Mehrfachtraktion verkehrten. Erst als 1933 William Stanier als Chefingenieur verpflichtet wurde, nahmen die Spannungen ab. Anstatt auf die Konzepte der ursprünglichen Gesellschaften zurückzugreifen, führte er neue Ideen beim Lokomotivbau ein.
Die Länge des Streckennetzes der LMS betrug zum Zeitpunkt der Gründung 12.537 km. Hauptstrecken waren die West Coast Main Line und die Midland Main Line, die London mit den Midlands, dem Nordwesten Englands und Schottland verbanden. In London wurden die Fernbahnhöfe Euston und St. Pancras von der LMS angefahren. Mit ihrer Gründung übernahm die Gesellschaft das Midland Grand Hotel am Bahnhof St Pancras, das 1935 geschlossen wurde.
Die LMS befand sich mit ihren Express-Zügen zwischen London und Schottland im Wettbewerb mit der LNER. Mitte der 1930er Jahre führten beide Gesellschaften stromlinienverkleidete Dampflokomotiven ein, um die Fahrzeiten zu verkürzen. Einer der bekanntesten Züge der LMS auf dieser Relation war der „Coronation Scot“, der in Konkurrenz zum „Flying Scotsman“ der LNER fuhr.
Nach dem Erlass des Transport Act 1947 wurde die LMS per 1. Januar 1948 aufgelöst und in die neu gegründete Staatsbahn British Railways eingegliedert. Das LMS-Streckennetz bildete fortan die Betriebsregionen London Midland Region und Scottish Region. Die Strecken in Nordirland wurden an die Ulster Transport Authority (UTA) übertragen.

## Ursprungsgesellschaften der LMS

### Hauptgesellschaften
Die Hauptgesellschaften, aus denen die LMS entstand, waren (in Klammern Länge des Streckennetzes):
- London and North Western Railway (LNWR) 4293 km
  - inkl. Lancashire and Yorkshire Railway (L&YR, Fusion am 1. Januar 1922)
- Furness Railway (FR) 254 km
- Midland Railway (MR) 3493 km
- North Staffordshire Railway (NSR) 355 km
- Caledonian Railway (CR) 1793 km
- Glasgow and South Western Railway (G&SWR) 802 km
- Highland Railway (HR) 814 km

### Weitere Gesellschaften
Weitere sieben kleinere Gesellschaften führten ihren Betrieb eigenständig durch:
- Cleator and Workington Junction Railway (49 km)
- Knott End Railway (19 km)
- Maryport and Carlisle Railway
- North London Railway (26 km)
- Stratford-upon-Avon and Midland Junction Railway (109 km)
- Wirral Railway (22 km)
- Cockermouth, Keswick and Penrith Railway (49 km)

### Tochtergesellschaften
Die übrigen Tochtergesellschaften existierten nur dem Namen nach, wurden aber aus juristischen Gründen gleichwohl im Railways Act genannt.
Ursprüngliche Muttergesellschaft LNWR:
- Charnwood Forest Railway (17 km)
- Dearne Valley Railway (34 km)
- Harborne Railway (4 km)
- Mold and Denbigh Junction Railway (24 km)
- Shropshire Union Railways and Canal Company (47 km, teilweise gemeinsam mit der Great Western Railway)

Ursprüngliche Muttergesellschaft MR:
- Tottenham and Forest Gate Railway (10 km)
- Yorkshire Dales Railway (14 km)

Ursprüngliche Muttergesellschaft CR:
- Arbroath and Forfar Railway (24 km)
- Brechin and Edzell District Railway (10 km)
- Cathcart District Railway
- Callander and Oban Railway (161 km)
- Dundee and Newtyle Railway (23 km)
- Killin Railway (8 km)
- Lanarkshire and Ayrshire Railway (58 km)
- Solway Junction Railway (20 km)

Ursprüngliche Muttergesellschaft HR:
- Dornoch Light Railway (12 km)
- Wick and Lybster Light Railway (22 km)

Ursprüngliche Muttergesellschaft NSR:
- Leek and Manifold Valley Light Railway (13 km, Schmalspur)

Zwei oder mehr ursprüngliche Muttergesellschaften:
- North and South Western Junction Railway (8 km)
- Portpatrick and Wigtownshire Joint Railway (132 km)

### Gemeinschaftsunternehmen der LMS-Ursprungsgesellschaften
Carlisle Citadel Station and Goods Traffic Joint Committees (mehrere Teilhaber)
LNWR und MR
- Ashby and Nuneaton Railway (47 km)
- Enderby Railway (4 km)

LNWR und L&YR:
- Lancashire and Yorkshire and Lancashire Union Joint Railway (21 km)
- North Union Railway (10 km)
- Preston and Longridge Railway (13 km)
- Preston and Wyre Railway (74 km)

FR und MR:
- Furness and Midland Railway (16 km)

FR und LNWR:
- Whitehaven, Cleator and Egremont Joint Railway (56 km)

CR und G&SWR:
- Glasgow, Barrhead and Kilmarnock Joint Railway (48 km)
- Glasgow and Paisley Joint Railway (23 km)

### Gemeinschaftsunternehmen nach 1923
Gemeinsam mit London and North Eastern Railway:
- Axholme Joint Railway (45 km)
- Cheshire Lines Committee (229 km)
- Dumbarton and Balloch Railway (11 km, inkl. Schifffahrt auf dem Loch Lomond)
- Dundee and Arbroath Railway (37 km)
- Great Central and Midland Joint Railway (65 km)
- Great Central, Hull & Barnsley and Midland Joint Railway (6 km)
- Great Central and North Staffordshire Joint Railway (18 km)
- Great Northern and London and North Western Joint Railway (72 km)
- Halifax and Ovenden Railway (4 km)
- Halifax High Level (5 km)
- Manchester South Junction and Altrincham Railway (15 km)
- Methley Joint Line (10 km)
- Midland and Great Northern Joint Railway (295 km)
- Norfolk and Suffolk Joint Committee (36 km)
- Oldham, Ashton and Guide Bridge Railway (10 km)
- Otley and Ilkley Railway (10 km)
- Perth General Station Committee
- Prince’s Dock, Glasgow (2 km)
- South Yorkshire Joint Railway (33 km)
- Swinton and Knottingley Railway (31 km)
- Tottenham and Hampstead Railway (8 km)

Gemeinsam mit Great Western Railway:
- Birkenhead Railway (91 km)
- Brecon and Merthyr Railway and London and North Western Joint Railway (10 km)
- Brynmawr and Western Valleys Railway (2 km)
- Clee Hill Railway (10 km)
- Clifton Extension Railway (14 km)
- Halesowen Railway (10 km)
- Nantybwch and Rhymney Railway (5 km)
- Quaker’s Yard and Merthyr Railway (10 km)
- Severn and Wye Railway (63 km)
- Shrewsbury and Hereford Railway (133 km)
- Taff Bargoed Railway (18 km)
- Tenbury Railway (8 km)
- Vale of Towy Railway (18 km)
- West London Railway (4 km)
- Wrexham and Minera Railway (5 km)

Gemeinsam mit Southern Railway
- Somerset and Dorset Joint Railway (169 km)

Gemeinsam mit Metropolitan District Railway:
- Whitechapel & Bow Railway (3 km)

### Strecken in Irland
- Dundalk, Newry and Greenore Railway (43 km)
- Northern Counties Committee (422 km)
- Great Northern Railway (146 km)
- County Donegal Railways